# Hartmud von Grumbach
Hartmud von Grumbach, także Hartmannus de Grumbach, Grunenbach (urodz. ?, zm. wiosna 1263) – komtur elbląski w latach 1251–1254, komtur dzierzgoński w latach 1257–1259, mistrz krajowy Prus w latach 1259–1262.

## Życiorys
Źródła nie podają miejsca ani daty urodzin Hartmuda von Grumbacha. Jako zakonnika postawionego wysoko w hierarchii zakonu krzyżackiego widać go w Prusach w latach 1251-1263. Pełnił on kolejno godność komtura elbląskiego oraz dzierzgońskiego. Po śmierci Dytryka von Grüningena objął stanowisko mistrza krajowego w Prusach. Piastowanie przez Hartmuda von Grumbacha tego stanowiska przypadło na trudny okres początkowej fazy drugiego powstania pruskiego. Rządy sprawował twardą ręką, nie cofając się przed drastycznymi krokami nawet jeśli miały one dotyczyć własnych braci zakonnych. W latach 1261–1262 przebywał poza granicami Prus, najprawdopodobniej osobiście prowadząc akcję mającą na celu pozyskania pomocy w walce z poganami. W roku 1262 do Torunia przybył pełnomocnik wielkiego mistrza Anno von Sangerhausena Helmeryk von Würzburg. Celem wizyty pełnomocnika wielkiego mistrza na obszar prowincji nadbałtyckich była ocena rządów mistrza krajowego. Działania Hartmuda von Grumbacha nie zyskały przychylności władz zakonu i po trzech latach rządów odwołano go z funkcji mistrza krajowego. Następcą Hartmuda został Helmeryk von Würzburg. Po zdaniu stanowiska Hartmud von Grumbach nie opuścił Prus, a źródła odnotowują jego pobyt w Prusach w lutym 1263 roku u boku nowego mistrza krajowego. Przyjmuje się, że Hartmud von Grumbach zginął w bitwie pod Lubawą wiosna 1263 roku.